# Fredrikstad Stadion (2007)
Il Fredrikstad Stadion è lo stadio del Fredrikstad dal 2007. Si trova in un'area precedentemente utilizzata come cantiere navale, ma che oggi è un centro tecnologico della città, con diverse aziende e scuole. Sostituisce il vecchio Fredrikstad Stadion, che veniva considerato come lo stadio più antico e logoro del paese. Può ospitare 12.565 spettatori.
Ha ospitato gli incontri della Norvegia under 21 in 5 occasioni.
Per l'Europa League 2016-2017, il Fredrikstad Stadion ospiterà le partite casalinghe dello Stabæk, poiché il Nadderud Stadion non rispondeva agli standard richiesti dall'UEFA.